# Izba Egzaminacyjna
Izba Egzaminacyjna, także: Yuan Egzaminacyjny (chiń. upr. 考試院; pinyin Kǎoshì Yuàn; Wade-Giles K’ao-shih Yüan) – unikalny organ władz centralnych Republiki Chińskiej, odpowiedzialny za przeprowadzanie i nadzorowanie egzaminów do służby cywilnej w państwie, a także nadzór nad niektórymi egzaminami branżowymi.
Tworząc ideę niezależnej i równoważnej pozostałym władzom centralnym (ustawodawczej, prawodawczej i sądowniczej) władzy egzaminacyjnej, twórca Republiki Chińskiej, Sun Jat-sen odwoływał się do tradycji chińskich egzaminów urzędniczych. Sądził on, że system ten był istotnym elementem ograniczającym cesarski autokratyzm i samowładztwo. System egzaminów został zniesiony w cesarstwie chińskim po powstaniu bokserów, albowiem uważano, że hamuje on możliwości reform. Sun z kolei był zdania, że jest to jeden z elementów dawnej władzy, który warto zachować w nowym ustroju republikańskim.

## Zadania
Współcześnie zadania i uprawnienia Izby Egzaminacyjnej reguluje rozdział VIII konstytucji z 1946 roku, wraz z późniejszymi poprawkami. Według tych przepisów, Izba liczy 21 członków (w tym przewodniczącego i wiceprzewodniczącego), powoływanych na sześcioletnią kadencję przez prezydenta Republiki, za zgodą Izby Ustawodawczej. Jeśli zajdzie konieczność uzupełnienia składu, nowy członek nie jest wybierany na pełne sześć lat, ale tylko do końca kadencji osoby, którą zastąpił. W ramach Izby działają trzy instytucje niższego szczebla: Ministerstwo Egzaminów, Ministerstwo Służby Cywilnej i Komisja Gwarancji Zatrudnienia Urzędników Służby Cywilnej i Szkoleń. Izba sprawuje też nadzór nad podległą Izbie Wykonawczej Dyrekcją Generalną ds. Kadr. Dyrekcja ta odpowiada za kwestie kadrowe w administracji rządowej i w zakresie kwalifikacji, i egzaminów urzędniczych jest kontrolowana przez Izbę Egzaminacyjną. 
Do obowiązków Izby należy określanie kwalifikacji pracowników w zawodach technicznych i specjalistycznych, kwalifikacji niezbędnych do pełnienia rozmaitych stanowisk w służbie cywilnej oraz weryfikacja tychże kwalifikacji; przeprowadzanie egzaminów; kwestie prawne dotyczące zatrudniania urzędników, awansów, zwalniania, przenoszenia między stanowiskami itp. oraz nagród dla urzędników (także sprawy związane z przejściem w stan spoczynku, przywilejami pracowniczymi itp.. Izba posiada możliwość inicjatywy ustawodawczej w sprawach związanych z jej obowiązkami.

## Przewodniczący Izby Egzaminacyjnej
| Nr | Kadencja                         | Nazwisko i imię                     | Okres sprawowania urzędu                                         |
| -- | -------------------------------- | ----------------------------------- | ---------------------------------------------------------------- |
| 1  | Republika Chińska na kontynencie | Dai Zhuanxian                       | od października 1928 do czerwca 1948                             |
| 2  | 1. kadencja                      | Zhang Boling                        | od lipca 1948 do listopada 1949                                  |
| 3  | 1. kadencja                      | Niu Yung-chien (pełniący obowiązki) | od listopada 1949 do kwietnia 1952                               |
| 4  | 1. kadencja                      | Chia Ching-teh                      | od kwietnia 1952 do sierpnia 1954                                |
| 5  | 2. kadencja                      | Mo Te-hui                           | od września 1954 do sierpnia 1966                                |
| 6  | 3. kadencja                      | Mo Te-hui                           | od września 1954 do sierpnia 1966                                |
| 7  | 4. kadencja                      | Sun Ke                              | od września 1966 to od września 1973                             |
| 8  | 5. kadencja                      | Sun Ke                              | od września 1966 do września 1973 (zmarł 13 września 1973)       |
| 9  | 5. kadencja                      | Yang Liang-kung                     | od października 1973 do sierpnia 1978                            |
| 10 | 6. kadencja                      | Liu Chi-hung                        | od września 1978 do sierpnia 1984                                |
| 11 | 7. kadencja                      | Kung Te-cheng                       | od września 1984 do kwietnia 1993                                |
| 12 | 8. kadencja                      | Kung Te-cheng                       | od września 1984 to kwietnia 1993 (zrezygnował 24 kwietnia 1993) |
| 13 | 8. kadencja                      | Chiu Chuang-huan                    | od kwietnia 1993 do sierpnia 1996                                |
| 14 | 9. kadencja                      | Hsu Shui-teh                        | od września 1996 do sierpnia 2002                                |
| 15 | 10. kadencja                     | Yao Chia-wen                        | od września 2002 do sierpnia 2008                                |
| 16 | 11. kadencja                     | Wu Jin-lin (pełniący obowiązki)     | od września 2008 do listopada 2008                               |
| 17 | 11. kadencja                     | Kuan Chung                          | od grudnia 2008 do sierpnia 2014                                 |
| 18 | 12. kadencja                     | Wu Jin-lin                          | od września 2014 do sierpnia 2020                                |